# Xiying Shuiku
Xiying Shuiku (kinesiska: 西营水库) är en reservoar i Kina. Den ligger i provinsen Gansu, i den nordvästra delen av landet, omkring 250 kilometer nordväst om provinshuvudstaden Lanzhou. Trakten runt Xiying Shuiku består i huvudsak av gräsmarker.
Genomsnittlig årsnederbörd är 522 millimeter. Den regnigaste månaden är juni, med i genomsnitt 112 mm nederbörd, och den torraste är januari, med 2 mm nederbörd.